# Екологія - Ю. Одум (1986)
Одум Ю. Экология / В 2-х томах. Пер с англ. — М.: Мир, 1986. - Т. 1. - 328 с.; Т. 2. - 376 с.
Книга є переробленим і скороченим автором виданням раніше опублікованої монографії "Основы экологии" (М.: Мир, 1975). Російською мовою видано у двох томах.
Перший том охоплює 5 глав, в яких у світлі новітніх досягнень розглядаються концепції і класифікації екосистем, їх виникнення і еволюція, енергетична характеристика, а також зв'язок екологічних тенденцій розвитку з розвитком людського суспільства.
Другий том містить глави, в яких розглянуто питання динаміки популяцій; взаємовідносини між популяціями, угрупованнями і екосистемами; динаміки екосистем і еволюційної екології; а також питання, пов'язані з перспективами на майбутнє усього людства. Наприкінці книги дано коротке зведення основних типів екосистем  біосфери.
Призначена для біологів усіх спеціальностей, студентів і викладачів біологічних вишів, а також для осіб, що цікавляться проблемами використання природних ресурсів і охорони довкілля.